# Palazzo Doge Ferretto
Il Palazzo Doge Ferretto è un palazzo nobiliare del centro storico di Genova.

Situato a poca distanza da Palazzo Ducale e Piazza De Ferrari, fu edificato tra il XVI e il XVII secolo e fu residenza del doge Stefano Onorato Ferretti, dal quale deriva il nome.

## Descrizione
Il palazzo si sviluppa su 6 piani, ognuno dei quali suddiviso per una specifica destinazione d'uso. Il Piano Nobile, cioè quello dove si trovavano gli appartamenti del doge, si trova al secondo piano, mentre quelli superiori sono adibiti ad abitazione privata. Gli stili architettonici e artistici presenti nel palazzo sono principalmente il barocco e il rococò.

### La facciata
La facciata di Palazzo Ferretto è completamente dipinta, riprendendo elementi decorativi già presenti a Genova a partire dal '500. La decorazione pittorica della facciata ha un orientamento verticale divisa in sei fasce verticali. La simmetria è fortemente rispettata con cornici intorno alle finestre. L'ingresso principale del palazzo è spostato lateralmente ed è valorizzato da una sequenza di nicchie dipinte che ricordano un tempio ricco di colonne. L'architettura di epoca rinascimentale riprende soluzioni dell'architettura romana, come le colonne posizionate nello spazio tra le finestre (spesso in corrispondenza di un muro interno) e la trabeazione in corrispondenza del solaio: essa è costituita da architrave, fregio e cornice.

### Le sale
Le sale principali del palazzo e maggiormente decorate sono quelle del Piano Nobile, al secondo piano.
Sala dei Leoni e delle Stelle
La Sala dei Leoni e delle Stelle fu il salone dei ricevimenti della famiglia Ferretti, e deve il suo nome allo stemma della famiglia stessa, composta da un leone e da 3 stelle. La sala è la più ampia e luminosa dell'intero palazzo; è rettangolare, in altezza raggiunge i 7 metri e sono presenti 5 finestroni. La decorazione sul soffitto è in stucco con inserti in foglia d’oro 24 carati che rappresentano stelle, leoni, ghirlande e festoni intrecciati. Attorno agli angoli sono disposte quattro motivi a losanghe con al centro una conchiglia.
Sala del Concilio degli Dei

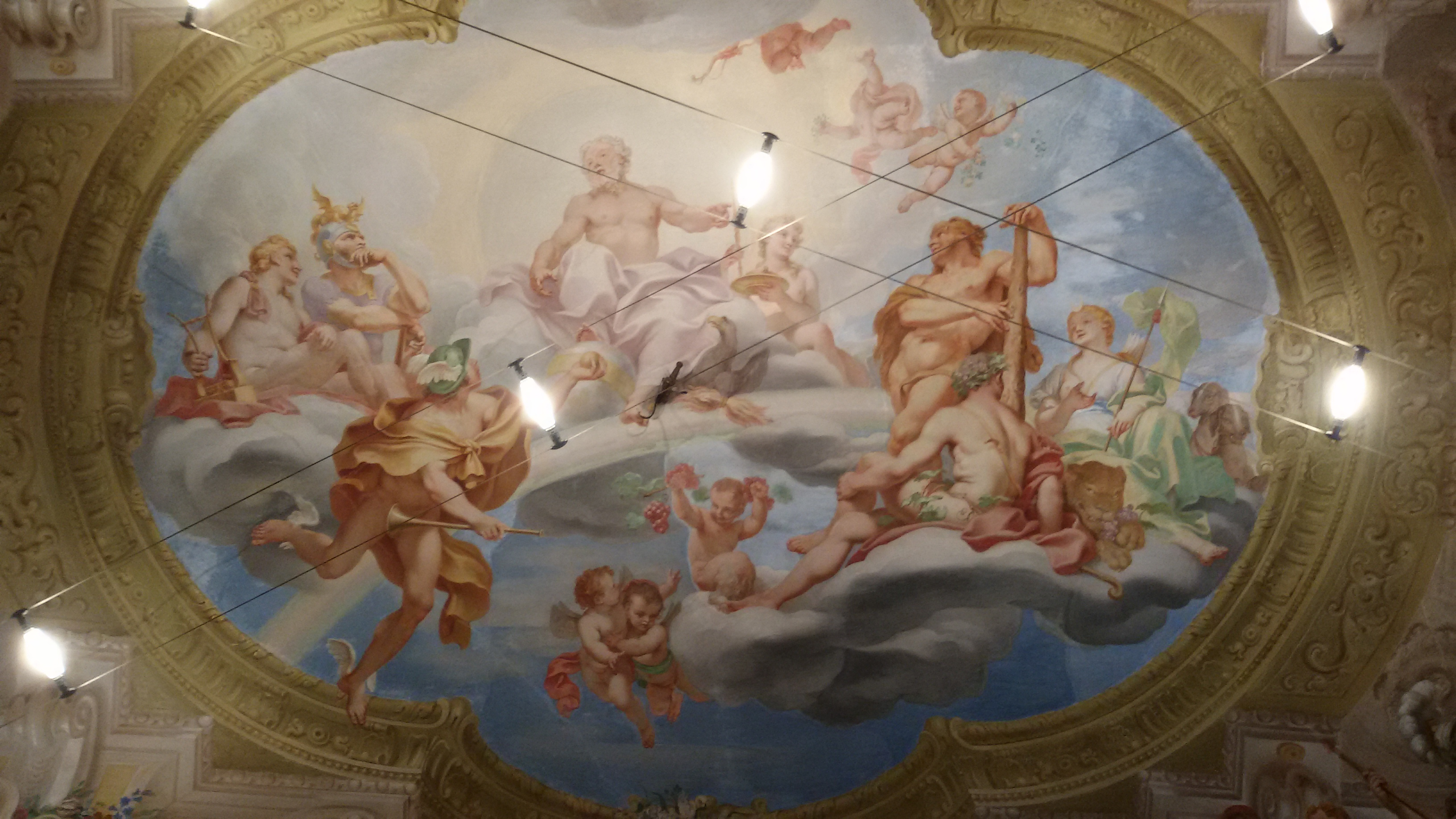
Affresco degli Dei

La Sala del Concilio degli Dei si trova tra la Sala dei Leoni e delle Stelle e la Sala degli Specchi, ed è la più affrescata del palazzo, tanto che dalle tracce sul muro di due porte si suppone che in origine fosse considerata una galleria. L'affresco sul soffitto (opera di Paolo Gerolamo Piola) raffigura Zeus circondato da altri dei, mentre le pareti monocrome riportano gruppi di figure, stemmi e stendardi.
Sala degli Specchi
La sala è decorata principalmente in stile rococò, mentre le antiche specchiere sono andate perdute e sostituite con l’installazione di un'opera di arte contemporanea.
Sala dei Camei
Il nome della sala deriva dalla presenza agli angoli di quattro cammei, raffigurano le dame di palazzo in quella che doveva essere la sala da pranzo. Le pareti sono chiare a tinta pastello con una modanatura che le inquadra. Sopra le porte sono presenti dei riquadri raffiguranti le quattro stagioni.
Sala delle Armi
La decorazione in questa sala presenta, ai quattro angoli del soffitto, una composizione di scudi, armi, frecce e simboli tenuti insieme da nastri e fiocchi in oro.
Sala dello Scrigno
La Sala dello Scrigno è così chiamata perché le decorazioni interne erano "protette" dall'ambiente esterno dalla presenza di tende damascate che conferivano all'ambiente una maggiore intimità e senso di protezione (come uno scrigno).
Sala di Venere
La Sala di Venere si trova presso l'entrata secondaria del Piano Nobile. Del dipinto sul soffitto non si conosce l'esatta attribuzione, ma si suppone sia stato dipinto in fasi diverse e sottoposto a diversi restauri, soprattutto per quanto riguarda l’ovale centrale raffigurante Venere con un Amorino. L'affresco risulta essere di un'epoca successiva rispetto al resto delle decorazioni della sala. Le cornici di stucchi dorati in questa sala si avvicinano più allo stile barocco. Le pareti sono monocrome, incorniciate da motivi lineari e fregi floreali.

### La galleria
La Galleria è un corridoio completamente affrescato, ove si ripete il motivo della corona e del leone (come nella Sala dei Leoni e delle Stelle), che sbircia apparendo tra le zampe. I fiori si rincorrono per tutto il soffitto e le pareti. Il pavimento è realizzato ad intarsi di marmo e ardesia, è originale e risale al periodo di costruzione del palazzo.

### L'atrio e lo scalone
Dal portone esterno (di forma arcuata e risalente al 1600) si accede ad un atrio largo 2,50 metri, profondo 9 metri ed alto 5 metri. La pavimentazione è in pietra e il soffitto è una volta a botte lunettata da cui partono le due rampe dello scalone che permettono di accedere al Piano Nobile. Le pareti sono dipinte ad intonaco monocromo, prive di cornice. Il soffitto è a volta a crociera con peduccio modanato. Sul vano scala si affacciano quattro portali interni del XVI secolo, in pietra nera lavorata con modanature classiche.